# Estadio de béisbol 3 de mayo
El estadio 3 de mayo es un estadio de béisbol ubicado en el municipio de Santa Cruz de Lorica, Córdoba, Colombia, y cuenta con una capacidad para 2200 personas.
El escenario se utiliza únicamente para la práctica de béisbol, y fue utilizado en las temporadas de 2015-16 y 2016/17 por la Liga Colombiana de Béisbol Profesional, siendo sede del equipo Caimanes de Barranquilla, debido a que el estadio de dicho equipo estaba siendo remodelado.
Fue remodelado en 2012 para los XIX Juegos Deportivos Nacionales de Colombia de 2012, durante los cuales fueron sedes los Departamentos de Cauca, Norte de Santander y Córdoba, con una inversión de más de ocho mil millones de pesos.